# 新宿尼亚加拉瀑布
新宿尼亚加拉瀑布（Shinjuku Niagara Falls）是日本新宿区东京新宿中央公园的一个喷泉。  《东京周末报》用“极富盛名（generously named）”来形容这里的景色。 

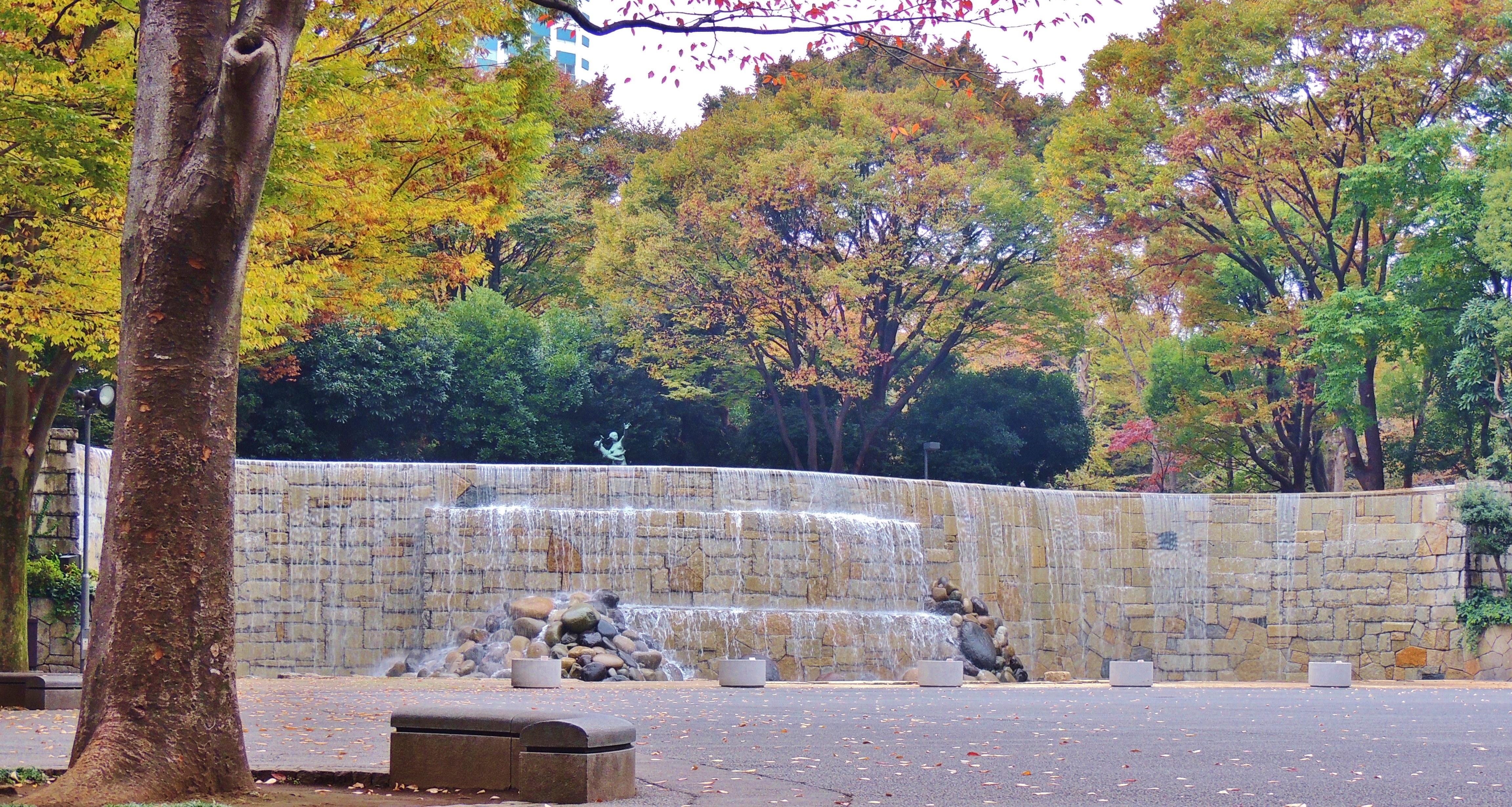
瀑布, 2014